# Чич, Гисса Карович
Гисса Карович Чич (2 февраля 1937, аул Нешукай, Адыгейская АО, СССР — 3 февраля 2014, Майкоп) — адыгейский композитор, хормейстер, профессор и первый директор Института искусств Адыгейского государственного университета, Заслуженный деятель искусств Российской Федерации и Республики Адыгея.

## Биография
Гисса Карович Чич родился в 1937 году в ауле Нешукай Адыгейской АО в крестьянской семье. Во время Великой Отечественной войны отец Гиссы погиб на фронте, дом сгорел. Первыми музыкальными впечатлениями Гиссы стали старинные адыгские песни и сказания, которые он услышал от матери, Ханифы Баговны. Мать хотела, чтобы сын стал учителем и дала ему хорошее образование.
Уже в старших классах школы прилежному юноше доверили руководить хором младших классов Понежукайской школы. В 1955 году Чич не смог поступить на историко-филологический факультет Майкопского педагогического института, но благодаря красивому сильному баритону был принят в Адыгейский ансамбль, возглавляемый Д. С. Карякиным. В 1956—1960 годах учился на вокальном отделении Музыкального училища г. Нальчика, одновременно руководил хором Кабардино-Балкарского университета. В 1960 году Чич поступил на только что открытый музыкально-педагогический факультет Куйбышевского педагогического института. В студенческие годы Гисса Чич написал свои первые произведения — «Песни сердца» (на собственные слова) и «Беркут», которыми дирижировал на государственном экзамене.
После окончания ВУЗа был направлен на работу в Иркутский педагогический институт, где работал на музыкально-педагогическом факультете с 1965 по 1972 год (с 1967 года — декан факультета), преподавал дирижирование, руководил хором, интенсивно сочинял музыку. Гиса Чич отказался от карьеры композитора песенника и одним из первых начал работать над крупными вокальными формами: ораторией и кантатой. В 1969 году избран председателем Правления Хорового общества Иркутской области. Известность композитору принесло исполнение его оратории «Ленин — вечно живой» на стихи Р. Рза в Иркутской филармонии, приуроченное к празднованию 100-летнего юбилея В. И. Ленина.
В 1972 году по приглашению ректора Адыгейского педагогического института Гисса Чич вернулся в Адыгею и возглавил вновь образованный музыкальный факультет (декан с 1972 по 1977 годы). В 1974 году был избран председателем Хорового общества Адыгеи и членом президиума Всероссийского Хорового общества. С 1978 года руководил хором адыгейской песни и создал для него обработки народных адыгских песен. В 1984 году Чич защитил диссертацию, посвященную патриотическим адыгским песням, и получил учёную степень кандидата исторических наук. Член Союза композиторов с 1989 года.
В 1980-90-е годы Гисса Чич сочиняет не только вокальную, но и инструментальную музыку. Достижения педагога и композитора отмечены званиями «Заслуженный деятель искусств Республики Адыгея» (1994), «Заслуженный учитель Кубани» (1997), «Заслуженный деятель искусств России» (2006).

## Творчество
Гисса Чич считается одним из самых ярких композиторов, работавших в жанре хоровой музыки. Творческое наследие Чича включает более 200 инструментальных, вокальных и оркестровых произведений разных жанров.

### Произведения
- Оратории:
«Легенды древних гор» — для солистов, смешанного хора и симфонического оркестра на слова Х.Беретаря (1968—1969);
«Ленин — вечно живой» — для солиста, чтеца, смешанного хора и симфонического оркестра на слова Р.Рзы, С.Голованивского, Г.Эммина (1970);
«Сказ об адыгах» — для солистов, смешанного хора и двух фортепиано на слова Х.Беретаря (2001);
- 20 хоровых обработок адыгских народных песен;
- около 30 хоровых миниатюр a cappella на стихи разных авторов;
- около 20 произведений для хора с оркестром;
- Симфонические произведения: «Праздник» (1975), «Джигиты» (1975);
- Музыка к спектаклям: «Сердце матери» Ч. Муратова (1985), «Песни наших отцов» Н. Куека (1986),

«Кочас» Н. Куека (1989);
- камерные инструментальные сочинения.

## Избранная библиография
- Чич Г. К. Основы дирижёрского мастерства: вопросы становления исполнительской техники. — АГУ, 2012.
- Чич Г. К. О музыке адыгов: исторические и героические песни. — АГУ, 2002. — 197 с.
- Чич Г. К. Дирижирование как искусство, методы его познания. — АГУ, 2001. — 78 с.
- Чич Г. К. Особенности работы с хором. — АГУ, 1994. — 53 с.
- [3]
- Чич Г. К. Героико-патриотические традиции в народно-песенном творчестве адыгов (на историко-этнографическом материале). — Майкоп: Диссертация, 1984.

## Награды
- Почётный знак «Закон, Долг, Честь» (высшая награда Госсовета-Хасэ) (2011)[4]
- Медаль Цуга Теучежа (2011)[5]
- Заслуженный деятель искусств России (2006)
- «Заслуженный учитель Кубани» (1997)
- Заслуженный деятель искусств Республики Адыгея" (1994)